# Windriej (rzeka)
Windriej (ros. Виндрей) – rzeka w Mordowii w Rosji, prawy dopływ Parcy (dorzecze Mokszy). Długość rzeki wynosi 58 km, a powierzchnia rozlewni – 1140 km².
Nad rzeką leży miasto Windriej.

## Dopływy Windrieja (w kilometrach od ujścia)
- 21 km – Sawwa (lewy)
- 35 km – Szustruj (prawy)
- 40 km – Małyj Szustruj (prawy)